# شهرزاد بنسكرين
شهرزاد بنسكرين (بالإنجليزية: Chahrazed Bensekrane)‏‏ (7 أبريل 1992 - ) لاعبة كرة قدم .